# Milan Golob (slikar)
Milan Golob, slovenski slikar, * 16. februar 1963, Ljubljana.

## Življenje
Slikar Milan Golob se je rodil v Ljubljani leta 1963. Otroštvo je preživel v Kamniku. Leta 1987 je diplomiral na  Fakulteti za matematiko in fiziko v Ljubljani - oddelk za fiziko (bivši FNT VTOZD Fizika). V šolskem letu 1987/88 je študiral umetnostno zgodovino na Filozofski fakulteti v Ljubljani. Nato je leta 1993 diplomiral še na Akademiji za likovno umetnost in oblikovanje v Ljubljani - oddelek za slikarstvo.
Od januarja 1996 do decembra 2000 je bil glavni (odgovorni) urednik revije za likovno umetnost Likovne besede.  
Leta 2007 mu je Ministrstvo za kulturo RS podelilo delovno štipendijo in mu omogočilo študijsko bivanje v Berlinu. 
Lokacije ateljejev: Duplica, Kamnik (od 1993 do 1997); Rakitovec, Koper (od 1997 do 2002); Križ, Komenda (od 2002 do 2008); Boračeva, Prlekija (od 2008 do 2014); Kupšinci, Prekmurje (od 2014 do 2024); Radenci (od 2025 do ...). 
Od leta 1994 živi kot svobodni umetnik.

## Nagrade in priznanja
Študentska Prešernova nagrada za slikarstvo (1992) 
The Pollock-Krasner Foundation Grant - New York (2003) 
Henkel Art.Award (Modern Drawing / Zeitgenössische Zeichnung) – Nominee, Dunaj (2005). 

## Delo
Najpomembnejše delo Milana Goloba je njegov večletni in še vedno trajajoči slikarski projekt: Moje prijateljice (slike) (2002 - ...).    
Milan Golob pogosto samostojno in skupinsko razstavlja doma in v tujini.
Njegovo delo je (doma in v tujini) uvrščeno v več stalnih zbirk. 